# 강진 월남사지
강진 월남사지(康津 月南寺址)는 대한민국 전라남도 강진군 성전면, 월남마을 중앙에 자리잡고 있는 월남사터이다. 1988년 12월 21일 전라남도의 기념물 제125호로 지정되었다.

## 개요
월남마을 중앙에 자리잡고 있는 월남사터이다. 창건연대에 대해서는 『신증동국여지승람』에 고려시대에 진각국사(1178∼1234)가 세운 것으로 되어있지만, 경내 삼층석탑의 규모나 양식으로 보면 그 이전일 가능성도 있는 것으로 추측된다. 폐사에 대한 기록도 남아있지 않으나 이 일대의 절이 정유재란 당시 병화로 소실되고 '무위사'만 남았다는 기록으로 미루어 정유재란때 소실된 것으로 추정하고 있다.
마을 입구로 들어서면 양쪽편으로 삼층석탑과 진각국사비가 있다. 최근에 삼층석탑 근처 민가에서 석탑의 지붕돌이 발견되었는데, 주민들의 말에 의하면 원래는 2개의 석탑이 있었다고 한다. 여기서 주목되는 점은 발견된 지붕돌의 세부기법이 월남사터에 있는 백제계 양식인 삼층석탑과는 다른 신라계 양식의 기법이라는 점이다. 한 절터에서 백제계 석탑과 신라계 양식의 석탑이 함께 자리하게 된 이유에 대해서는 보다 구체적인 조사가 이루어져야 할 것이다.
진각국사를 기리기 위해서 세운 진각국사비는 비석의 위쪽이 깨져 없어졌고, 앞면 일부도 떨어졌으나 남아있는 바닥돌과 거북의 기세, 비석의 폭으로 보아 매우 웅장했음을 짐작할 수 있다. 현재 이곳에는 금당터 초석, 축대가 남아있으며, 옛 기와, 청자, 백자조각이 출토되고 있다.

## 같이 보기
- 강진 월남사지 삼층석탑 - 보물 제298호
- 강진 월남사지 진각국사비 - 보물 제313호

## 참고 자료
- 월남사지 - 국가유산청 국가유산포털